# Alfred Girard
Alfred Girard, né le 11 août 1837 à Valenciennes (Nord) et mort le 23 décembre 1910 à Paris, est un homme politique français.

## Biographie
Docteur en droit, Alfred Girard est avocat à Valenciennes, et bâtonnier de l'ordre. Après deux candidatures malheureuses aux législatives de 1876 et 1877, il est finalement élu député de la 2e circonscription de Valenciennes en 1878, inscrit au groupe de l'Union républicaine. Il est réélu en 1881, mais battu en 1885. Il retrouve un siège de sénateur en 1888 et le conserve jusqu'à son décès en 1910,.

## Sources
- « Alfred Girard », dans Adolphe Robert et Gaston Cougny, Dictionnaire des parlementaires français, Edgar Bourloton, 1889-1891 [détail de l’édition]
- « Alfred Girard », dans le Dictionnaire des parlementaires français (1889-1940), sous la direction de Jean Jolly, PUF, 1960 [détail de l’édition]